# Zeitenwende (Verlag)
Der Zeitenwende-Verlag ist ein Kleinverlag im sächsischen Kleinnaundorf (Freital). Seine Schriften bis 2005 wurden als neuheidnisch und völkisch-mythologisch eingestuft.

## Publizistische Aktivitäten

### Verlag
Der Verlag Zeitenwende zählte zeitweilig zu den bekannteren Verlagen und Buchvertrieben der Neuen Rechten. Im Verlag erschienen vor dem Jahr 2001 die zwei inzwischen vergriffenen Broschüren Adler und Rose sowie Reich Europa des Holocaustleugners Bernhard Schaub, in denen ablehnende Äußerungen zu den Menschenrechten und ein Plädoyer für ein „neues Reich“ enthalten sind. Nach Aussage des alleinigen Verlegers publiziert der Verlag seit 2003 allerdings nur noch esoterische Schriften.

### ZeitschriftHagal
Bis zum Ende des Jahres 2004 erschien im Verlag die Zeitschrift Hagal – die Allumfassende.
Der Verleger fungierte von 1998 bis 2005 als Mitherausgeber der vierteljährlich erschienenen Zeitschrift. Das Magazin trat an die Stelle der von 1994 bis 1996 in Dresden erschienenen neuheidnischen Zeitschrift Zeitenwende. Inhaltlich orientierte sich Hagal unter anderem an völkisch-religiösen Positionen. Eine zentrale Rolle spielten in dieser Zeitschrift germanische Mythologie, ein europäischer „Ur-Glaube“, regionales Brauchtum sowie die deutsche Schrift und Fabeln. Politisch war die Zeitschrift nach Ansicht des Journalisten und Soziologen Rainer Fromm zwischen dem nationalrevolutionären Flügel der Neuen Rechten und dem Rechtsextremismus angesiedelt.
Der Verleger schrieb bis 2003 auch selbst in der Zeitschrift. So veröffentlichte er beispielsweise im Januar 2003 einen Beitrag mit dem Titel Reichsjuwelen für einen kommenden SS-Staat (Zitat aus Trimondi-Buch), in dem er sich kritisch mit der von Victor und Victoria Trimondi verfassten Buch Hitler – Buddha – Krishna mit dem Untertitel Eine unheilige Allianz vom Dritten Reich bis heute auseinandersetzte.
Der Name Hagal rührt von der Hagalaz-Rune her. Von 1930 bis 1934 gab es eine Zeitschrift der Münchener Edda-Gesellschaft, die von Rudolf John Gorsleben begründet wurde und ebenfalls nach der Hagal-Rune benannt war. Nach Ansicht des Germanisten Georg Schuppener knüpft das Magazin Hagal an diese Tradition an.

## Sonstige Aktivitäten
Ab April 2000 hatte der Verleger für einige Zeit die Leitung von Synergon Deutschland, einer Sektion des neurechten Netzwerkes Synergies Européennes, übernommen. Die deutsche Sektion veranstaltete regelmäßige Tagungen in der Heimvolkshochschule für Umwelt und Lebensschutz Collegium Humanum e. V. im ostwestfälischen Vlotho, die am 7. Mai 2008 verboten wurde.

## Rezeption
Der Verlag Zeitenwende war seit 1996 dem sächsischen Verfassungsschutz bekannt. Das Bundesministerium des Innern berichtete unter dem Titel Intellektualisierungsbemühungen im Rechtsextremismus im Verfassungsschutzbericht 2001 in knapper Form. Dabei wurde auf den geringen Erfolg hingewiesen, der insbesondere durch die „unzureichend aktualisierte Internetseite“ sowie durch die „schleppende Herausgabe von Informationsblättern und Zeitschriften“ begründet sei.
Die NPD-Zeitung Deutsche Stimme lobte die Zeitschrift Hagal im August 1999 als „ein gutes Mittel für unseren kulturellen Kampf um die Herzen und Köpfe der Menschen“.

## Aktuelle Autoren (Auswahl)
- Klaus Bielau
- Frank C. Blomeyer
- Jürgen Bräscher
- Siegfried Grabowski
- Sven Henkler
- Heinz Klein
- Reiner Klein
- Petra Pliester
- Otto Rahn
- Oliver Ritter
- Frank Rose
- Christa M. Siegert
- Andreas Wenath
- Thomas Werner